# 恩里克·布里奥内斯
恩里克·布里奥内斯（西班牙語：Enrique Briones，1962年9月4日—），西班牙男子赛艇运动员。他曾代表西班牙参加世界赛艇锦标赛，获得一枚金牌、一枚银牌和一枚铜牌。他也曾参加1988年夏季奥运会。